# Namdong-gu
Namdong-gu (hangeul : 남동구) est un arrondissement (gu) de la ville d'Incheon, en Corée du Sud. 

## Division administrative

Division administrative de Namdong-gu

L'arrondissement Namdong-gu est divisé en quartiers (dong).